# Mia Lakenmacher
Mia Lakenmacher (Lübbecke, 11 november 2002) is een Duits handbalster die als verdedigster uitkwam voor Buxtehuder SV. In 2024 maakte ze een einde aan haar profcarrière.

## Biografie

### Clubcarrière
Lakenmacher begon met handballen bij Hannoverscher SC. In mei 2014 maakte ze de overstap naar stadsgenoot HSG Hannover-Badenstedt. Met de C-jeugdselectie van de club uit Hannover wist ze staatskampioen te worden van Nedersaksen en Bremen. In 2021 verloor HSG Hannover-Badenstedt het syndicaat om te handballen, waardoor Lakenmacher de gedwongen overstap maakte naar moederclub TV Hannover-Badenstedt. Vanaf 2018 maakte ze onderdeel uit van de hoofdmacht van deze club waarmee ze kampioen werd op het derde handbalniveau van Duitsland. De club zag echter af van promotie. Vanaf mei 2019 stond Lakenmacher een lange tijd buitenspel nadat zij een gescheurde enkel had opgelopen. In september 2019 was ze hersteld van deze blessure, maar twee maanden later volgde een volgende blessure nadat ze haar kruisbanden scheurde.
Vanaf het seizoen 2020/21 stond Lakenmacher onder contract bij Buxtehuder SV, op het hoogste handbalniveau van Duitsland. Haar eerste wedstrijden speelde ze voor het A-jeugdteam in de A-junioren Bundesliga. Ook werd ze ingezet voor het tweede team van Buxtehuder SV, totdat het seizoen werd gestaakt door de coronapandemie. Op 27 december 2020 maakte Lakenmacher haar debuut voor de hoofdmacht van Buxtehuder SV in een wedstrijd tegen Frisch Auf Göppingen. In mei 2021 scheurde ze opnieuw haar kruisbanden in de kwartfinales van het Duitse A-jeugdkampioenschap. Nadat Lakenmacher in 2023 haar rentree maakte, sloeg op 9 maart 2023 opnieuw het noodlot toe. Voor de derde maal in haar carrière scheurde Lakenmacher haar kruisbanden. In april 2024 kondigde Lakenmacher, na jarenlang geplaagd te zijn door blessures, het einde van haar profcarrière aan.

### Interlandcarrière
Vanaf februari 2015 maakte Lakenmacher onderdeel uit van de selectie voor handbalsters geboren tussen 2000 en 2001 in Nedersaksen. Ook werd Lakenmacher uitgenodigd voor trainingscursussen voor oudere jaren. Na een DHB-screening in februari 2017, werd ze uitgenodigd voor trainingsactiviteiten met het nationale jeugdteam. Op 11 januari 2019 maakte Lakenmacher haar debuut voor het Duitse jeugdteam tegen Zwitserland. Door een blessure moest ze afzien van deelname aan het EK -17 in 2019.

## Privé
Mia's vader Sven Lakenmacher en haar grootvader Wolfgang Lakenmacher waren ook handballers die hebben deelgenomen aan de Olympische Zomerspelen. Haar broer Fynn Lakenmacher is profvoetballer bij SV Darmstadt 98.